# اتحاد ۹۰/سبزها
ائتلاف ۹۰/سبزها (به آلمانی: Bündnis 90/Die Grünen) حزبی سیاسی در کشور آلمان است که در سال ۱۹۹۳ با ائتلاف سبزها و ائتلاف ۹۰ تشکیل شد. سبزها که در سال ۱۹۸۰ در آلمان غربی تأسیس شده بود پس از اتحاد دوباره آلمان در ۱۹۹۰ با حزب سبز آلمان شرقی ادغام شده بود. ائتلاف ۹۰ نیز در سال‌های ۱۹۸۹–۱۹۹۰ در آلمان شرقی بنیان‌گذاری شده بود.
این حزب که معمولاً با نام حزب سبز آلمان شناخته می‌شود، از موفق‌ترین و معروف‌ترین احزاب محیط‌زیست‌گرای جهان بوده است و بین سال‌های ۱۹۹۸ تا ۲۰۰۵ همراه با حزب سوسیال دمکرات و از سال ۲۰۲۱ به همراه حزب سوسیال دموکرات و حزب دموکرات آزاد در دولت ائتلافی آلمان حضور داشت. ائتلاف ۹۰/سبزها در انتخابات پارلمانی سال ۲۰۱۳ با ۸٫۴ درصد آراء موفق به کسب ۶۳ کرسی از مجموع ۶۳۰ کرسی نمایندگی بوندستاگ، پارلمان فدرال آلمان، شد. در انتخابات سال ۲۰۰۹ پارلمان اروپا هم ۱۲٫۴ درصد آراء مردم آلمان به این حزب اختصاص یافت و ۱۴ کرسی از ۹۹ کرسی آلمان در پارلمان اروپا به این ائتلاف رسید.
تعداد اعضای این حزب در آوریل ۲۰۲۰ به ۱۰۱ هزار نفر رسید. با این تعداد ائتلاف ۹۰/سبزها چهارمین حزب بزرگ آلمان از نظر تعداد اعضا است.

## تأسیس
این حزب پس از اتحاد دوباره آلمان و در سال ۱۹۹۳ از اتحاد دو حزب کوچک‌تر ایجاد شد:
- حزب سبز: در ۱۹۸۰ حزبی با نام سبزها (Die Grünen) در آلمان غربی (در کارلسروهه) تأسیس شد. با به هم پیوستن جنبش‌های گوناگونی از قبیل: جنبش ضد انرژی هسته‌ای، جنبش‌های صلح‌خواهانه و جنبش‌های مدافع حقوق زنان در آلمان‌غربی پیشین، این حزب به‌وجود آمد. Grüne Liste Umweltschutz (فهرست سبز برای حفاظت از محیط زیست) نامی بود که برای برخی از شعبه‌ها در نیدرزاکسن و سایر ایالت‌های جمهوری فدرال آلمان استفاده می‌شد. این گروه‌ها در سال ۱۳۵۶ تأسیس شدند و در چندین انتخابات شرکت کردند. اکثر آنها در سال ۱۹۸۰ با سبزها ادغام شدند.[۵] این حزب خود در سال ۱۹۹۰ با حزب سبز آلمان آلمان شرقی ادغام شده بود.
- ائتلاف ۹۰: در ۱۹۸۹ و ۱۹۹۰ گروه‌های مختلفی در آلمان شرقی گرد هم آمدند و ائتلاف ۹۰ را بنیان گذاشتند.

## اهداف
حفاظت از محیط زیست، تحمل و همزیستی مسامت‌آمیز در یک جامعهٔ چندفرهنگی از جمله اصول بنیادین این حزب هستند که خط‌مشی و سیاست حزب بر آن‌ها استوار است.

## پیشینهٔ حکومتی
ائتلاف ۹۰/سبزها از ۱۹۹۸ تا اکتبر ۲۰۰۵ بخشی از دولت ائتلافی آلمان بود و بعد از انتخابات فدرال ۲۰۲۱ بوندستاگ دوباره به همراه حزب سوسیال دموکرات و حزب دموکرات آزاد دولت ائتلافی تشکیل داد. این حزب در ۱۱ دولت ایالتی در آلمان حضور دارد و نخست‌وزیر ایالت بادن وورتمبرگ نیز از این حزب است.